# Тетранитрометан
Тетранитромета́н (устаревшее название: нитроформе́н) — органическое соединение с формулой C(NO2)4, относящееся к алифатическим нитросоединениям. Молекула тетранитрометана симметрична и имеет форму тетраэдра, в центре которого расположен атом углерода, а по вершинам — четыре атома азота нитрогрупп NO2. При комнатной температуре чистый тетранитрометан представляет собой бесцветную маслянистую жидкость с резким запахом. Может применяться как сильный окислитель или нитрующий агент, поэтому основное применение находит в химической промышленности и как компонент ракетных топлив. В смесях с другими органическими веществами образует высокочувствительные и мощные взрывчатые вещества. Вещество токсично при вдыхании и попадании на кожу.

## Физические свойства
Тетранитрометан представляет собой бесцветную маслянистую высоколетучую жидкость с резким запахом. В различных справочниках физико-химические параметры тетранитрометана отличаются; в данном разделе приведены данные, принятые Международным бюро физико-химических эталонов и приведённые в обзоре по химии тетранитрометана 1976 года. Плотность при 20 °С: 1,63944 г/см3. Температура плавления: 13,9 °С, температура кипения при нормальном давлении: 127,5 °С.
В воде не растворяется, также не растворяется в серной кислоте и многоатомных спиртах. Растворим в большом числе органических растворителей и в концентрированной азотной кислоте. При перегонке частично разлагается, его перегоняют с водяным паром или при пониженном давлении.

## Химические свойства
Ввиду наличия в одной молекуле четырёх нитрогрупп, тетранитрометан является сильным окислителем. Чистый тетранитрометан является слабым взрывчатым веществом, однако с органическими веществами образует взрывоопасные смеси, мощность которых больше, чем у нитроглицерина.
Тетранитрометан в воде или спиртовых растворах щелочей подвергается гидролизу с образованием тринитрометана или его солей:
{\displaystyle {\mathsf {C(NO_{2})_{4}+H_{2}O\rightleftarrows CH(NO_{2})_{3}+HNO_{3}}}}
{\displaystyle {\mathsf {C(NO_{2})_{4}+KOH+C_{2}H_{5}OH\rightarrow C(NO_{2})_{3}K+C_{2}H_{5}ONO_{2}+H_{2}O}}}
Водные растворы щелочей полностью гидролизуют тетранитрометан:
{\displaystyle {\mathsf {C(NO_{2})_{4}+6KOH\rightarrow K_{2}CO_{3}+4KNO_{2}+3H_{2}O}}}
Тетранитрометан в присутствии пиридина в щелочной среде нитрует органические соединения. При действии тетранитрометана корродируют медь и железо, устойчивы алюминий, нержавеющие сплавы и стекло.
Однако железо устойчиво к тетранитрометану, если к последнему добавить серную кислоту в количестве 0,2 % по массе. Это обстоятельство позволяет хранить и перевозить тетранитрометан в железной таре.

## Получение
Впервые был синтезирован русским химиком Л. Н. Шишковым в 1857 году нитрованием тринитрометана. Тетранитрометан получают различными способами, среди которых наиболее известны реакции деструктивного нитрования ацетилена, кетена или уксусного ангидрида концентрированной азотной кислотой.

### Деструктивное нитрование уксусного ангидрида
Реакция деструктивного нитрования уксусного ангидрида протекает по уравнению:
{\displaystyle {\mathsf {4(CH_{3}CO)_{2}O+4HNO_{3}\rightarrow C(NO_{2})_{4}+7CH_{3}COOH+CO_{2}}}}
Реагенты смешиваются в стехиометрическом соотношении и выдерживаются в течение 5—7 дней при температуре 25—28 оС. Выход продукта составляет 70—75 %. Образовавшийся в виде тяжёлой маслянистой жидкости тетранитрометан отделяют декантацией, перегоняют с водяным паром и сушат над хлоридом кальция. Этот метод удобен в лабораторных условиях. Его недостатком является длительность процесса нитрования. Метод также применялся в промышленных масштабах в США компанией Nitroform Products, однако в 1953 году завод по производству тетранитрометана был полностью разрушен взрывом, вероятная причина которого — повышение температуры в реагирующей смеси вследствие неисправности мешалки или сенситизация смеси примесями катализатора.

### Деструктивное нитрование ацетилена
Реакция деструктивного нитрования ацетилена концентрированной азотной кислотой протекает в соответствии со следующим глобальным уравнением:
{\displaystyle {\mathsf {5C_{2}H_{2}+38HNO_{3}\rightarrow 3C(NO_{2})_{4}+24H_{2}O+7CO_{2}+26NO_{2}}}}
При этом выход тетранитрометана составляет приблизительно 60 %. Этот метод применялся во время Второй мировой войны, при этом сам процесс нитрования проходил в две стадии. Сначала ацетилен нитровался до тринитрометана, который не выделялся из реакционной смеси. Затем на второй стадии, проводившейся с добавлением концентрированной серной кислоты, тринитрометан превращался в тетранитрометан, который отделялся от кислоты сепарацией. Реакция проводится при температуре 45—50 °С (но не выше 60 °С) в присутствии катализатора (нитрата ртути(II)).

## Применение
В 1948 г. в НИИ-4 Академии Артиллерийских наук Министерства Вооружённых Сил СССР был испытан жидкостный ракетный двигатель, использующий тетранитрометан как окислитель. Руководителем работ был Н. Г. Чернышёв. Удельный импульс оказался на 20 % выше, чем у керосино-кислородных двигателей.
1 сентября 1949 г. в г. Чапаевск начал работу опытный завод Министерства сельскохозяйственного машиностроения (именно оно в те годы занималось выпуском ракет) по производству тетранитрометана.
Использованию тетранитрометана в качестве ракетного топлива мешает его высокая температура плавления.
Тетранитрометан применяется в основном для получения тринитрометана и в реакциях нитрования в лабораторной практике.

## Безопасность
Чистый тетранитрометан — слабое взрывчатое вещество, малочувствительное к удару и другим способам инициирования. Однако при работе с ним необходимо строго соблюдать меры предосторожности, исключающие попадание в него органических примесей. Смеси тетранитрометана с органическими веществами являются мощными и высокочувствительными взрывчатыми веществами, чрезвычайно опасными в обращении.

## Токсичность
Тетранитрометан является высокотоксичным веществом. В соответствии с ГОСТ 12.1.005-76 тетранитрометан по степени воздействия на организм человека относится к веществам второго класса опасности. Пороговая концентрация в воздухе — 0,003 мг/л, предельно допустимая концентрация — 0,001 мг/л (в атмосферном воздухе); в воздухе рабочей зоны - составляет 0,3 мг/м3. При вдыхании вызывает раздражение дыхательных путей. При продолжительном воздействии вызывает метгемоглобинемию, отёк лёгких, поражает печень, почки и центральную нервную систему. Опасен при контакте со слизистыми и кожей, при подкожной инъекции может вызывать некроз тканей.
Опыты показали, что пары тетранитрометана могут вызывать образование злокачественных опухолей в лёгких (альвеолярные и бронхиальные аденомы и карциномы) у крыс и мышей. Также было отмечено возникновение редкой формы рака — плоскоклеточной карциномы. Вследствие этого, несмотря на отсутствие прямых экспериментальных подтверждений, тетранитрометан со значительной степенью вероятности считается канцерогенным веществом и для людей.